# المتحف البحري (الكويت)
متحف الكويت البحري هو متحف بحري يقع في المبنى الجنوبي من المدرسة الشرقية المطلة على شارع الخليج العربي في منطقة شرق في الكويت، افتتح في 10 يناير عام 2010، حيث قام المجلس الوطني للثقافة والفنون والآداب بترميم المبنى الجنوبي للمدرسة لجعلة مؤهلا لإقامة هذا المتحف.
وتعكس محتويات هذا المتحف تاريخ الكويت البحري، حيث يركز المتحف على المهن والصناعات التي اعتمد عليها أهل الكويت قديما في كسب الرزق من صناعة السفن الشراعية التي صنعها القلاليف والاستاذية والنقل الساحلي والغوص على اللؤلؤ وصيد السمك، حيث يعرض المتحف صور ونماذج مصغره من السفن الشراعية بالإضافة إلى العدد والادوات المستخدمة في الصيد والغوص على اللؤلؤ وعدد صناعة السفن والتي تبين نشأة الكويت كأمة بحرية.
وفي خارج المتحف تقف مجموعة من السفن الخشبية العملاقة أمام باب المتحف لتعكس لنا مهارة الكويتين قديما في صناعة السفن.